# Septonema dendryphioides
Septonema dendryphioides är en svampart som beskrevs av Berk. & M.A. Curtis 1874. Septonema dendryphioides ingår i släktet Septonema, klassen Dothideomycetes, divisionen sporsäcksvampar och riket svampar.   Inga underarter finns listade i Catalogue of Life.